# Tulbaghia dregeana
Tulbaghia dregeana är en amaryllisväxtart som beskrevs av Carl Sigismund Kunth. Tulbaghia dregeana ingår i släktet Tulbaghia och familjen amaryllisväxter. Inga underarter finns listade i Catalogue of Life.